# Gérard Vuilleumier
Gérard Albert Vuilleumier (* 5. Dezember 1905 in La Chaux-de-Fonds; † 17. April 1984 in Genf) war ein Schweizer Skispringer und Radsportler.

## Werdegang

### Skispringen
Vuilleumier gehörte zur Nationalmannschaft bei den Olympischen Winterspielen 1928 in St. Moritz. Beim Springen von der Normalschanze landete er im ersten Durchgang bei 57,5 Metern. Im zweiten Durchgang verbesserte er sich auf 62 Meter, stürzte jedoch und kam deshalb nicht über Rang 30 hinaus. Bei der Nordischen Skiweltmeisterschaft 1929 in Zakopane landete er mit Sprüngen auf 48,5 und 52 Meter als schwächster Schweizer Springer auf dem 16. Platz.

### Radsport
Neben seiner Wintersportkarriere betrieb Vuilleumier im Sommer erfolgreich Radsport. Für die Olympischen Sommerspiele 1928 war er als Teilnehmer für das Strassenradrennen gemeldet, trat jedoch nicht an. Noch im selben Jahr gewann er als Amateur das Strassenrennen Bern–Genf und nahm auch am Grossen Preis von Genf (Grand Prix de Genève) teil. Wenig später wechselte er 1929 nach einem dritten Rang in der Amateur-Klasse bei den Schweizer Strassenmeisterschaften ins Profilager. Ein Jahr später sicherte er sich als Profi ebenfalls Rang drei. 1931 gewann er das Strassenrennen Bern-Genf. Bei der Tour de Suisse 1933 kam er als 34. ins Ziel. 1936 gewann er die Genfer Meisterschaften.